# اتحاد ایران–هابسبورگ
اتحاد ایران-هابسبورگ در سده دهم خورشیدی (شانزدهم میلادی) در راستای تقابل امپراتوری هابسبورگ و ایران صفوی با ترکان عثمانی صورت گرفت.

## نخستین تماس‌ها

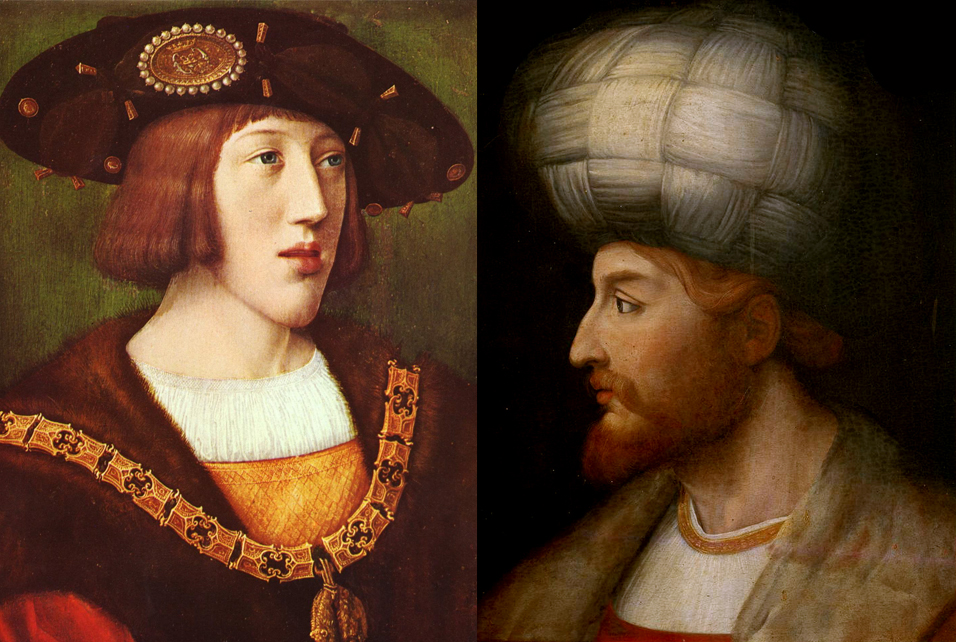
شاه اسماعیل و کارل پنجم، امپراتور مقدس روم

در زمان حکومت شاه اسماعیل مبادلاتی میان وی و کارل پنجم، امپراتور مقدس روم و لایوش دوم با هدف اتحاد علیه عثمانیان انجام شد. کارل که در آن زمان با عنوان کارل اول پادشاه اسپانیا بود بین سال‌های ۸۹۵ تا ۸۹۸ خورشیدی فرستاده‌ای را جهت ایجاد یک اتحاد نظامی به دربار شاه ایران ارسال نمود. لایوش نیز در همین زمان کشیشی مارونی به نام پترس مونته لیبانو را با مأموریتی مشابه به دربار ایران فرستاد.
پاسخ این نامه‌ها در تاریخ محفوظ نمانده‌است. اما شاه اسماعیل به سال ۹۰۲ خورشیدی توسط پترس مونته لیبانو نامه‌ای به لاتین با هدف حملات هماهنگ علیه دشمن مشترک عثمانی برای کارل پنجم فرستاد. فرستادگان ایران در اسفند ۹۰۲ خورشیدی در بورگوس درخواست ایران برای اتحاد نظامی علیه عثمانیان را به کارل پنجم ارائه نمودند. به نظر نمی‌رسد از این نامه نگاری‌های اولیه نتیجه چندانی حاصل شده باشد. کارل اتحاد نظامی را پذیرفت اما پیش از صورت گرفتن هرگونه اقدام نظامی مرگ شاه اسماعیل در خرداد ۹۰۳ خورشیدی عملاً این اتحاد را باطل نمود. نامهٔ شاه اسماعیل به کارل پنجم، نخستین نامه ای است که دولت صفوی برای یک دولتِ اروپایی فرستاده است. این نامه به لاتین است و اصلِ آن در کتابی با نام نامه نگاری‌ها کارل پنجم، چاپ شده است. برگردان نامه‌ی شاه اسماعیل به کارل پنجم به زبان پارسی و پاسخ آن، در ماهنامه‌ی کاوه و روزگار چاپ شده است.
نامهٔ شاه اسماعیل به کارل پنجم:
«اگر به خواست خدا، این نامه به دست شما رسید خواهید دانست که فراتر پتروس از سوی پادشاه مجارستان با نامه ای نزد ما آمد و ما نامه‌ی آن پادشاه را با خوشی دل خواندیم. اکنون فراتر پتروس را حامل این نامه می‌سازیم و امیدواریم که دریافت آن مایه‌ی خشنودی شما گردد. امیدوارم که به خواسته های من توجه کنید. ما باید در ماه آوریل، با هم از دو سو بر دشمن مشترک خویش، سلطان عثمانی، بتازیم. سفیری هم یک زمانی از سوی پادشاه سوزیتانی از راه تبریز، پیش ما آمده بود و به دست او به آن پادشاه نامه ای نوشتیم، ولی تا کنون جوابی از او نرسیده است. چنان که از رعایای عثمانی شنیده‌ام پادشاهان عیسوی با یکدیگر در جنگ و جدالند و این مایه‌ی شگفتی است، زیرا که دشمنی ایشان با هم بر گستاخی عثمانی خواهد افزود. از این روی به پادشاه مجارستان نوشتم که از دشمنی با پادشاهان اروپا پرهیز کند، چه می‌دانم که او [سلطان عثمانی] به عزم جنگ با آن اعلی‌حضرت سپاهی فراهم کرده و با فرستادن پیک و نامه می‌خواهد مرا نیز در این کار با خود همدست سازد، ولی من پیوسته در خواست او را رد کرده‌ام، زیرا چنانکه شما می‌گویید می‌خواهم در بهروزی و بدبختی با شما یار باشم و هر که همدست خویش را تنها گذارد و بدو نامردی کند سزاوار جزای خداوند قهار است؛ بنابراین بایسته است که زودتر سپاهی فراهم کنید و امیدوارم که برای برانگیختن و تحریک شما به نوشتن نامه ای دیگر نیاز نباشد، زیرا راه دور است و فرستادن نامه دشوار. مخصوصاً که سلطان عثمانی دریاها را دردست دارد و فرستادن سفیران دیگر جز این برای ما شدنی نیست. به سلطان عثمانی باور نداشته باشید. سلطان کسی است که به یک دلی و سوگند وفاداری اعتنایی نمی‌کند و در راه نابود کردن شما از هیچ کاری دریغ ندارد. این دشمن نیاکانی چنان پیمان شکن است که قطعاً با شاهنشاه بزرگی که در کشور آلمان پادشاه است به راستی سخن نخواهد گفت.نوشته شده در شوال سال ۹۲۴. الحمدالله رب‌العالمین، آمین امین دوستدار شما شاه اسماعیل صفوی پسر شیخ حیدر».
پاسخ نامه کارل پنجم به نامه شاه اسماعیل:
«به سردار والا تبار و توانا شاه اسماعیل صوفی. شاهنشاه ایران برادر و بهترین دوست ما. کارل شاهزاده ای از پرتو الطاف خدایی امپراتور روم و عالم مسیحیت و آلمان و پادشاه سرزمین اسپانیا و هر دو بخش خاک سیسیل و ناوار غرناطه و جزایر بالثار و جزایر سعید و هند و کشور طلای تازه ( = آمریکای جنوبی) و فرمانده سرزمین‌های دور دست افریقا است، برای پادشاه پرهیزگار و خوشبخت، شاه اسماعیل صفوی که پادشاه ایران و برادر و دوست ماست از خدای شایسته عالمیان که خدای سه‌گانه‌ی یگانه است درخواست خوشبختی و کامیابی می‌نمایم. ای پادشاه عالی مقام و ای برادر دوست داشتنی در سال گذشته کسی پتروس نام از کشیشان مارونی لبنان، از سوی شما نامه ای نزد ما آورد که آن بزرگوار ما را فراخوانده که از ماه آوریل گذشته آماده باشیم که متفقاً با دشمن مشترک خود سلطان عثمانی درون جنگ بشویم. بدبختانه نامه در موقعی که آن سرور برگزیده بود هنوز به ما نرسیده بود که به آن عمل شود و نیز مایه شگفت‌زدگی شد که نامه مزبور چنانکه در نامه‌ی پادشاهان همیشگی و نهاده شده است. دارای مهر و امضا نبود و اصلاً از شما چه پنهان چندی دودلی بودیم که آیا به این نامه و پیک آن را می‌توان استوار بود داد یا نه، ولی نگر به دوستی و تمایلی که در میان است با شیفتگی پیک و نامه را پذیرفتیم و اگر در پاسخ تأخیری می‌رفت برای آن بود که هر روز چشم به راه بودیم شاید نامه ای دیگری برسد و تکلیف درباره چنین کار خطیری که سخن دست زدن بدان در میان است روشن گردد، اما در این پاس هیچ گونه گزارشی نرسید و تا جایی که شنیده شد که آن اعلی‌حضرت را گزندی رسیده و در گذشته‌اند. امیدواریم که این گزارش‌ها تُهی از حقیقت باشد. عجالتاً نگرانی ما بسیار است، زیرا گرد آوردن سپاه برای جنگ با سلطان عثمانی آسان نیست. از این گذشته چند ماه به سختی بیمار بودیم و افزون بر این‌ها پادشاه فرانسه ما را به جنگ باز داشت و در جنگ سختی که با ما کرد شکست‌های متعددی خورد و سرانجام پس از آن که تقریباً همه سپاهیانش نابود شدند، خود او زنده در بند سرداران ما گردید. اینک که به یاری خدا چنین فتحی بهر ما گردیده، چون پیوسته آرزومند سازش و آرامش در خاک مسیحیان بوده‌ایم دیگر امید فراوان داریم که کاری نمانده جز آنکه بنا بر خواسته و شور مشترک در برابر ترکان عثمانی به جنگ پردازیم. به همین دست آویز، همین پیک را باز نزد آن اعلی‌حضرت باز می‌گردانیم تا چگونگی را در باره ی رای ما به جنگ به عرض برساند. شما نیز رای خود را به دست کسانی از خودتان که شایسته باور بی‌رخنه هستند به آگاهی ما برسانید و هر چه زودتر دست بکار شوید بهتر است چه ما کاملاً آماده‌ایم که با نیروهای خود و سپاه آن اعلی‌حضرت به جنگ با این دشمنی که واقعاً بی شرم و حیاست بپردازیم. امید است که خدای والا به آن اعلی‌حضرت تندرستی و بهبودی عطا فرماید و همه‌ی درخواست‌های شما را برآورد. نوشته شده در سه‌شنبه ۳ شهریور ۹۰۴. میلاد نجات دهنده‌ی ما مسیح در تولدو».
از بازگشت فراتر پتروس به دربار صفوی و رسیدن نامه‌ی کارل پنجم به ایران، اطلاعی در دست نیست و زمان نگارش آن به بیش از یک سال پس از درگذشت شاه اسماعیل بر می‌گردد. شاه اسماعیل در روز یکشنبه ۱۱ خرداد ۹۰۳ درگذشت و تاریخ نامه‌ی کارل پنجم ۲۵ اوت را نشان می‌دهد. کارل پنجم تا فوریه‌ی ۱۵۲۹ هنوز از مرگ شاه اسماعیل آگاه نبوده است، زیرا در ۱۵ فوریهٔ این سال، نامه‌ی دیگری به شاه اسماعیل نوشته است و این، نابسامانی ابزارهای ارتباطی میان ایران و اروپا را در آن روزگار نشان می‌دهد. کارل پنجم نامه‌ی دوم را همراه یوهان بالبی از بزرگان دربار خویش به ایران فرستاد.

## جنگ صفویان و عثمانیان

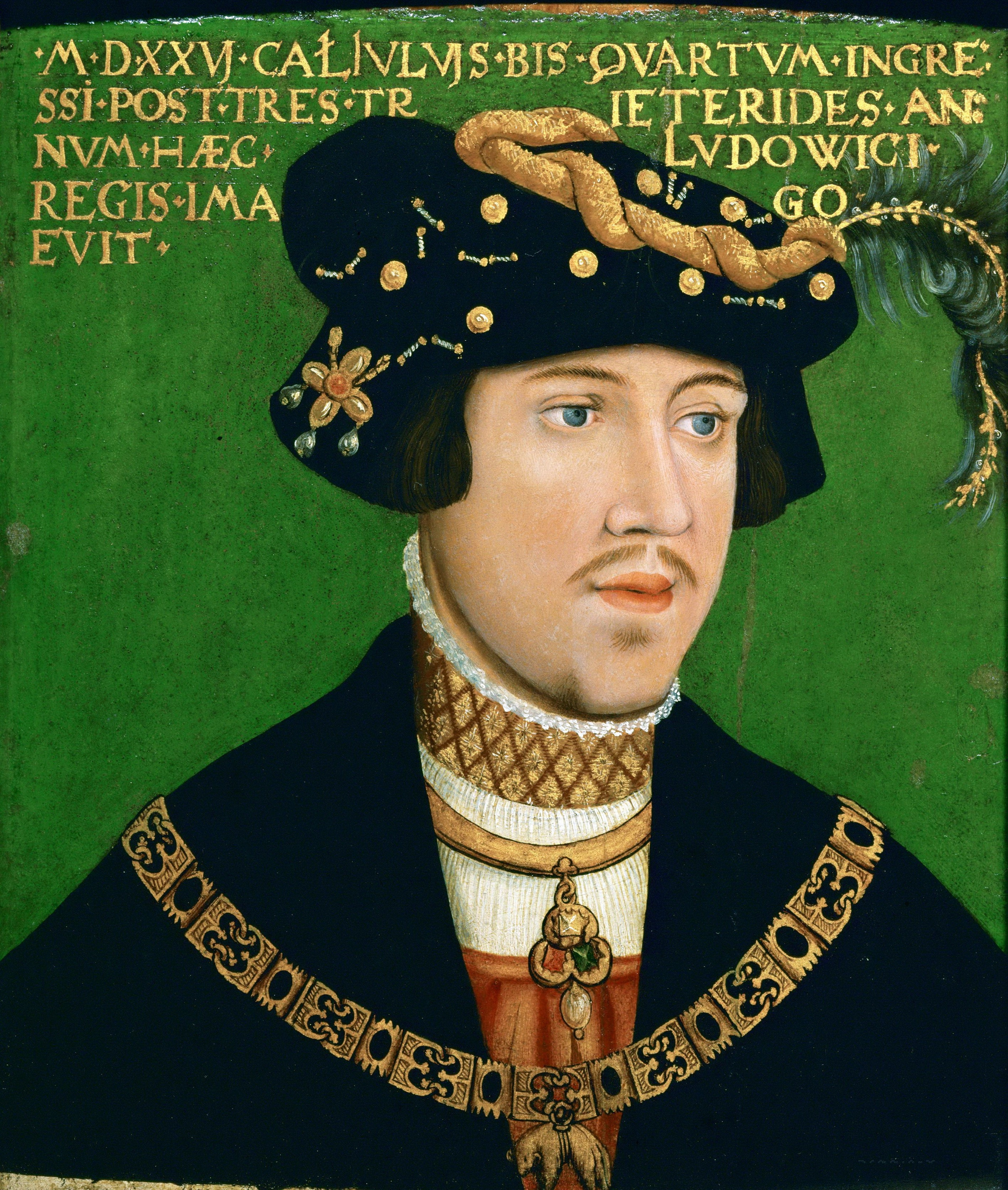
لایوش دوم، پادشاه مجارستان

در ۲۹ بهمن ۹۰۷ (۱۵۲۹ میلادی) کارل پنجم که از پیشروی گسترده عثمانیان در اتریش به سوی وین به شدت نگران بود، از تولدو نامه‌ای به شاه طهماسب صفوی فرستاده و ملتمسانه خواستار حمله‌ای انحرافی از سوی ایران به عثمانی شد. شوالیه فرستاده شده با صفویان به توافق رسید تا در یک سال آینده حملاتی هماهنگ از شرق و غرب علیه عثمانی صورت گیرد. طهماسب همچنین در پاسخ مراتب دوستی خود با امپراتور هابسبورگ را اعلام داشت. بدین گونه تصمیم بر آن شد تا از هر دو سو به امپراتوری عثمانی حمله شود. اما بازگشت فرستاده کارل پنجم بیش از یک سال به طول انجام و تا آن زمان شرایط در ایران تغییر کرده بود. ایرانیان به دلیل طغیان ازبکان شیبانی در شرق کشور با عثمانیان صلح کرده بودند.
در همین بازه زمانی نمایندگانی از سوی فردیناند یکم نیز به سوی ایران رهسپار شدند اما هیچگاه موفق به اتمام مأموریت نگردیدند. سفرای دیگری در سال‌های بعد (۹۱۰ و ۹۱۱) به ایران فرستاده شدند. پس از این مبادلات جنگ طولانی مدت صفویان و عثمانی (۱۵۵۵–۱۵۳۲) روی داد. از آن زمان به محض اردوکشی عثمانیان به اروپا ایرانیان با حمله به مرزهای شرقی سلطان عثمانی را وادار به بازگشت سریع به استانبول می‌کردند.
در همین دوره شاه فرانسوای اول فرانسه، دشمن هابسبورگ، و سلیمان یکم به برقراری اتحادی میان فرانسه و عثمانی نزدیک می‌شدند. رسمی شدن این اتحاد در سال ۹۱۴ (۱۵۳۶ میلادی) خطر هابسبورگ را موازنه نمود. در ۹۲۵ هنگامی که سلیمان یکم به ایران یورش برد، گابریل دلوز از سوی فرانسه به عنوان سفیر و مشاور نظامی به یاری عثمانی در جنگ فرستاده شد. او با راهنمایی‌های تاکتیکی خود به ویژه در مورد چیدمان توپخانه در حین محاصره وان اثر قابل توجهی بر درگیری‌ها گذاشت.

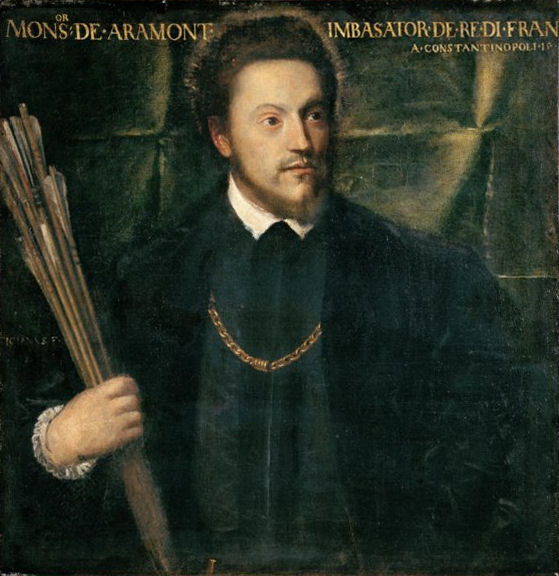
گابریل دلوز فرانسوی.

## تلاش‌های بعدی
صفویان در جریان جنگ‌های ایران و عثمانی بارها با عثمانیان درگیر شده و هربار با وارد کردن ضربه‌های جدی و تضعیف عثمانی و گشودن جبهه‌ای جدید علیه آن‌ها هنگامی که در جنگ با اروپا بودند کمک چشمگیری به اوج‌گیری هابسبورگ‌ها نمودند. تحقق یافتن اتحادی که شاهان پیشین ایران و هابسبورگ طرح‌ریزی نمودند تسکین بزرگی برای امپراتوری هابسبورگ بود.
پس از یک دوره ناآرامی در ایران، روابط ایران و اتریش در سال ۱۰۰۱ خورشیدی (۱۵۹۳) بازیابی شد، هنگامی که رودلف دوم از پراگ از طریق سفیر ایران در موسکو با شاه عباس صفوی مکاتبه نمود. کوشش‌های دیگری برای اتحاد از سوی جهانگرد انگلیسی، آنتونی شرلی به عنوان میانجی صورت گرفت. در سال‌های بعد اقدامات سیاسی متعددی جهت ایجاد اتحاد نظامی علیه عثمانیان صورت گرفت که از جمله آنها می‌توان از سفارت ایران در اروپا (۹۷۸-۹۸۱) و سفارت ایران در اروپا (۹۸۸-۹۹۴) نام برد.